# Riksdagsvalet i Finland 2011
Det 36:e riksdagsvalet i Finland ägde rum söndagen den 17 april 2011. Det gick att förhandsrösta i Finland från den 6 april till den 12 april och utomlands från den 6 april till den 9 april. Kandidater skulle vara anmälda senast tisdagen den 8 mars. I valet valdes 200 riksdagsledamöter till Finlands riksdag.
Efter det föregående valet hade vallagen ändrats så, att riksdagsval nu hölls på den tredje söndagen i april månad; tidigare hade det skett på den tredje söndagen i mars månad.
I valet deltog 17 registrerade partier, 3 gemensamma listor och 12 valmansföreningar. Sammanlagt 2 315 kandidater ställde upp i valet. Förändring 2011, Piratpartiet och Frihetspartiet ställde upp i valet för första gången. Liberalerna ställde upp kandidater på Piratpartiets lista.
Samlingspartiet blev största parti med 20,4 procent av rösterna och 44 riksdagsmandat. Sannfinländarna blev det parti som ökade mest och fick 19 procent av rösterna och 39 mandat; i valet 2007 erhöll de fem mandat i riksdagen. Valdeltagandet steg till 70,4 procent, jämfört med föregående val där 67,9 procent av de röstberättigade deltog.
Den 27 april efter valet samlades riksdagen och valde talmän varefter republikens president Tarja Halonen öppnade riksmötet dagen därpå, då också statsminister Mari Kiviniemi begärde att regeringen skulle entledigas. Samlingspartiets ordförande Jyrki Katainen utsågs till regeringssonderare den 27 april, men först den 22 juli kunde Regeringen Katainen tillträda.
I Kiviniemis regering hade partierna Centern, Samlingspartiet, De gröna och Svenska folkpartiet ingått. I den nya regeringen som tillträdde två månader efter valet kom ledamöter från Samlingspartiet, Socialdemokraterna, Vänsterförbundet, De gröna, Svenska folkpartiet och Kristdemokraterna att ingå.

## Valfrågor

### Europeiska finansiella stabiliseringsfaciliteten
En av de stora valfrågorna i den finska valrörelsen var frågan om europeiska finansiella stabiliseringsfaciliteten (EFSF), den mekanism som inrättades för att garantera euroområdets finansiella stabilitet efter skuldkrisen 2010–2011. I april 2011 ansökte Portugal som tredje medlemsstat om finansiell hjälp genom EFSF. I Finland blev denna fråga kontroversiell, eftersom Finland bidrar med kapital till EFSF. Centern och Samlingspartiet försvarade att Finland ska vara med och hjälpa Portugal, medan övriga partier i olika grad motsatte sig det, med Sannfinländarna som främsta kritiker. Valets utgång har dessutom extra stor betydelse för EFSF, eftersom Finland är det enda eurolandet där beviljande av EFSF-lån måste godkännas av parlamentet, och inte regeringen.

### Svenska språket
En annan av de främsta valfrågorna inför valet 2011 var frågan om svenska språkets ställning i Finland. Svenskan utgör vid sidan om finskan ett av de två nationalspråken i Finland. I tvåspråkiga kommuner måste det offentliga tillhandahålla både svenska och finska i sin kontakt med medborgarna. Såväl svenska som finska är obligatoriska skolämnen i hela Finland. Svenskans ställning i Finland har kritiserats starkt av Sannfinländarna, som vill göra svenskan till ett frivilligt val i skolan. Dess motpol är Svenska folkpartiet i Finland, som har sitt största stöd hos den svenskspråkiga minoriteten i landet.

## Opinionsundersökningar
| Period             | Institut                        | Tillfrågade        | Cent.  | Saml.  | SDP    | Vänst. | Gröna  | KD    | SFP   | Sannf. | Övr.  |               |
| ------------------ | ------------------------------- | ------------------ | ------ | ------ | ------ | ------ | ------ | ----- | ----- | ------ | ----- | ------------- |
| 1.–23.2.2011       | Taloustutkimus / Yle            | 2 901              | 18,9 % | 20,9 % | 17,5 % | 7,3 %  | 8,5 %  | 4,2 % | 3,9 % | 16,9 % | 1,9 % | [ 9 ]         |
| 2/2011             | TNS Gallup / HS                 | 2 183              | 18,2 % | 20,2 % | 17,9 % | 8,0 %  | 8,8 %  | 4,0 % | 4,0 % | 17,9 % | 1,0 % | [ 10 ]        |
| 13.1.–8.2.         | Research Insight Finland / MTV3 | 1 953              | 19,3 % | 19,8 % | 17,3 % | 7,3 %  | 9,2 %  | 4,1 % | 4,0 % | 17,0 % | 2,0 % | [ 11 ]        |
| 1/2011             | Taloustutkimus / Yle            | 2 892              | 18,5 % | 20,4 % | 18,9 % | 7,2 %  | 9,2 %  | 3,8 % | 4,1 % | 16,6 % | 1,3 % | [ 12 ]        |
| 1/2011             | TNS Gallup / HS                 | 2 346              | 18,3 % | 21,0 % | 18,2 % | 8,1 %  | 8,8 %  | 4,1 % | 4,2 % | 16,2 % | 1,1 % | [ 13 ]        |
| 12/2010            | Taloustutkimus / Yle            |                    | 18,8 % | 21,2 % | 18,1 % | 8,1 %  | 9,5 %  | 3,8 % | 3,4 % | 15,3 % | 1,8 % | [ 14 ]        |
| 11/2010–12/2010    | Suomen Gallup / HS              | 2 881              | 18,2 % | 20,9 % | 18,3 % | 8,0 %  | 8,8 %  | 5,0 % | 4,2 % | 15,4 % | 1,2 % | [ 15 ] [ 16 ] |
| 11/2010            | Taloustutkimus / Yle            |                    | 18,6 % | 21,1 % | 18,4 % | 7,9 %  | 9,1 %  | 4,5 % | 4,0 % | 14,9 % | 1,5 % | [ 14 ]        |
| 18.10–5.11.2010    | Research Insight Finland / MTV3 | 1 460              | 17,9 % | 21,3 % | 18,8 % | 7,6 %  | 9,2 %  | 4,6 % | 4,1 % | 14,6 % | 1,9 % | [ 17 ]        |
| 10/2010            | Taloustutkimus / Yle            |                    | 17,6 % | 21,7 % | 19,1 % | 7,8 %  | 9,7 %  | 4,6 % | 4,2 % | 14,3 % | 1,0 % | [ 14 ]        |
| 13.9.–8.10.2010    | Suomen Gallup / HS              | 2 886              | 18,9 % | 22,0 % | 19,7 % | 8,2 %  | 8,9 %  | 4,3 % | 4,2 % | 12,5 % | 1,3 % | [ 15 ] [ 18 ] |
| 9/2010             | Taloustutkimus / Yle            |                    | 19,0 % | 21,9 % | 19,8 % | 7,2 %  | 9,9 %  | 4,4 % | 3,9 % | 12,5 % | 1,4 % | [ 14 ]        |
| 8/2010             | Taloustutkimus / Yle            |                    | 19,7 % | 22,8 % | 20,4 % | 7,5 %  | 9,2 %  | 3,9 % | 4,4 % | 10,7 % | 1,4 % | [ 14 ]        |
| 7/2010             | Taloustutkimus / Yle            |                    | 19,7 % | 23,0 % | 20,5 % | 7,8 %  | 9,5 %  | 4,3 % | 4,0 % | 10,1 % | 1,1 % | [ 14 ]        |
| 6–7/2010           | Suomen Gallup / HS              | 2 842              | 19,0 % | 22,8 % | 20,7 % | 8,5 %  | 9,7 %  | 4,7 % | 4,2 % | 9,0 %  | 1,4 % | [ 19 ]        |
| 6/2010             | Taloustutkimus / Yle            |                    | 19,2 % | 21,9 % | 21,1 % | 8,1 %  | 10,6 % | 4,2 % | 3,9 % | 9,8 %  | 1,2 % | [ 14 ]        |
| 5–6/2010           | Suomen Gallup / HS              | 2 831              | 18,7 % | 22,9 % | 20,7 % | 8,3 %  | 9,8 %  | 4,7 % | 4,5 % | 9,1 %  | 1,3 % | [ 20 ]        |
| 5/2010             | Taloustutkimus / Yle            |                    | 18,6 % | 23,0 % | 21,3 % | 7,7 %  | 10,3 % | 4,2 % | 3,7 % | 9,6 %  | 1,6 % | [ 14 ]        |
| 10.–20.5.2010      | Research Insight Finland / MTV3 | 1 445              | 18,3 % | 24,1 % | 20,6 % | 8,5 %  | 9,9 %  | 4,1 % | 3,8 % | 8,7 %  | 1,8 % | [ 21 ]        |
| 4/2010             | Taloustutkimus / Yle            |                    | 20,6 % | 22,7 % | 21,3 % | 7,6 %  | 10,3 % | 4,8 % | 3,6 % | 7,8 %  | 1,3 % | [ 14 ]        |
| 3–4/2010           | Suomen Gallup / HS              |                    | 20,4 % | 23,3 % | 20,9 % | 8,5 %  | 9,9 %  | 4,4 % | 4,3 % | 6,9 %  | 1,4 % | [ 20 ]        |
| 3/2010             | Taloustutkimus / Yle            |                    | 20,7 % | 22,9 % | 21,2 % | 8,0 %  | 10,4 % | 4,3 % | 4,0 % | 6,8 %  | 1,7 % | [ 14 ]        |
| 2/2010             | Taloustutkimus / Yle            |                    | 19,6 % | 23,6 % | 21,2 % | 8,3 %  | 10,4 % | 4,3 % | 4,1 % | 6,3 %  | 2,2 % | [ 14 ]        |
| 1/2010             | Taloustutkimus / Yle            |                    | 20,7 % | 23,2 % | 21,0 % | 8,1 %  | 10,1 % | 4,6 % | 4,1 % | 6,4 %  | 1,8 % | [ 14 ]        |
| YLE 3/2007         | YLE 3/2007                      | YLE 3/2007         | 24,7 % | 20,4 % | 21,3 % | 9,3 %  | 9,7 %  | 5,1 % | 5,0 % | 2,5 %  | 2,0 % | [ 22 ]        |
| Riksdagsvalet 2007 | Riksdagsvalet 2007              | Riksdagsvalet 2007 | 23,1 % | 22,3 % | 21,4 % | 8,8 %  | 8,5 %  | 4,9 % | 4,6 % | 4,1 %  | 2,3 % |               |

## Resultat
| Parti                                        | Parti                                                 | Röster    | Röster   | Röster | Röster | Mandat | Mandat |
| Parti                                        | Parti                                                 | Antal     | Antal    | Andel  | Andel  | Mandat | Mandat |
|                                              | Samlingspartiet                                       | 599 138   | −17 703  | 20,4 % | −1,9   | 44     | −6     |
|                                              | Finlands Socialdemokratiska Parti                     | 561 558   | −32 636  | 19,1 % | −2,3   | 42     | −3     |
|                                              | Sannfinländarna                                       | 560 075   | +447 819 | 19,1 % | +15,0  | 39     | +34    |
|                                              | Centern i Finland                                     | 463 266   | −177 162 | 15,8 % | −7,3   | 35     | −16    |
|                                              | Vänsterförbundet                                      | 239 039   | −5 257   | 8,1 %  | −0,7   | 14     | −3     |
|                                              | Gröna förbundet                                       | 213 172   | −21 257  | 7,3 %  | −1,2   | 10     | −5     |
|                                              | Svenska folkpartiet i Finland                         | 125 785   | −735     | 4,3 %  | −0,3   | 9      | 0      |
|                                              | Kristdemokraterna i Finland                           | 118 453   | −16 337  | 4,0 %  | −0,8   | 6      | −1     |
|                                              | Piratpartiet                                          | 15 103    | +15 103  | 0,5 %  | +0,5   | 0      | 0      |
|                                              | Finlands Kommunistiska Parti                          | 9 232     | −9 045   | 0,3 %  | −0,4   | 0      | 0      |
|                                              | Förändring 2011                                       | 7 504     | +7 504   | 0,3 %  | +0,3   | 0      | 0      |
|                                              | Frihetspartiet – Finlands framtid                     | 4 285     | +4 285   | 0,1 %  | +0,1   | 0      | 0      |
|                                              | Självständighetspartiet                               | 3 236     | −2 305   | 0,1 %  | −0,1   | 0      | 0      |
|                                              | Finlands seniorparti                                  | 3 195     | −13 520  | 0,1 %  | −0,5   | 0      | 0      |
|                                              | Finlands Arbetarparti                                 | 1 857     | +93      | 0,1 %  | 0,0    | 0      | 0      |
|                                              | Kommunistiska Arbetarpartiet – För Fred och Socialism | 1 575     | −432     | 0,1 %  | 0,0    | 0      | 0      |
|                                              | För de fattigas väl                                   | 1 335     | −1 186   | 0,0 %  | −0,1   | 0      | 0      |
|                                              | Övriga                                                | 11 763    | −825     | 0,4 %  | −0,1   | 1*     | 0      |
| Sammanlagt                                   | Sammanlagt                                            | 2 939 571 | +168 335 | 100 %  |        | 200    |        |
| * Ålands riksdagsledamot (Elisabeth Nauclér) |                                                       |           |          |        |        |        |        |
| Källa:                                       |                                                       |           |          |        |        |        |        |

| Valdeltagande (sammanlagt) | 67,4 % | +2,4   |
| Valdeltagande i hemlandet | 70,5 % | +2,6   |
| Ogiltiga röster | 16 294 | −3 222 |
| Väljarstöd efter kommun Samlingspartiet Finlands Socialdemokratiska Parti Sannfinländarna Centern i Finland Vänsterförbundet Svenska folkpartiet i Finland Kristdemokraterna i Finland Åländsk samling gemensam lista |        |        |

|                 |     |                 |         |
| Samlingspartiet | SDP | Sannfinländarna | Centern |